# Frontera entre Malaui y Mozambique
La frontera entre Malaui y Mozambique engloba esencialmente la parte meridional del territorio malauí. Fue establecida a raíz del acuerdo angloportugués del 18 de noviembre de 1954.
Su trazado debuta por un trifinio situado a una sextena de kilómetros al oeste de la capital Lilongüe, cerca de la intersección de las fronteras entre Malaui y Zambia y entre Mozambique y Zambia. De ahí toma una dirección sudeste, a una distancia aproximada de 120 km del margen oriental del lago Malaui hasta el nivel de la extremidad sur de éste, donde toma un eje oeste hasta la localidad de Dedza situada 40 km al suroeste del lago.
A partir de Dedza, la frontera retoma nuevamente una dirección sudeste que engloba los territorios situados sobre una cincuentena de kilómetros del margen derecho del río Shire, que acaba por coger a aproximadamente 70 km de su confluencia con el Zambeze.
De este sitio, sigue el curso del Shire hasta la ciudad de Bangula, después toma una dirección este con el fin de englobar el monte Mulanje en provecho de Malaui, y luego toma el margen oriental del lago Chilwa. De ahí reúne el margen sudeste del lago Malaui al nivel de la localidad de Msinje, después comparte el lago por su medio, remonta a lo largo del margen oriental (enclaves de las islas Chizumulu y Likoma en las aguas territoriales mozambiqueñas) hasta la localidad de Aldeia Chuindi ubicada sobre los bordes del lago, que coge formando un segundo punto triple con las fronteras entre Mozambique y Tanzania y entre Malaui y Tanzania.